# Мутушев, Ахмед Магомедович
Ахмед (Ахметхан) Магомедович Мутушев (1879 (1884) — 1943) — чеченский адвокат, публицист, общественный и политический деятель. Подполковник царской армии, участник русско-японской войны. После Февральской революции — активный участник происходивших в Чечне и на Кавказе общественных и политических процессов.

## Биография

### Ранние годы
Выполняя волю отца, в 1904 году с отличием окончил артиллерийское училище в Санкт-Петербурге. Имел чин подполковника царской армии. Участвовал в русско-японской войне. Опыт участия в боевых действиях и революционные настроения в стране привели его к решению оставить военную службу.
В 1911 году он окончил юридический факультет Харьковского университета. Сдавать государственные экзамены и защищать дипломную работу одарённому студенту предложили в Санкт-Петербургском университете. Мутушев с отличием выдержал испытания и приступил к адвокатской практике. Профессиональный успех пришёл сразу же.
Ещё в конце XIX века он заявил о себе как способный публицист. В своих публикациях Мутушев поднимал злободневные вопросы общественно-политического положения горских народов, критиковал царскую администрацию, угнетающую трудовые массы, чиновников из аппарата Терской областной администрации. По мнению Мутушева, «только выборная местная администрация может водворить порядок всюду, в том числе, конечно, и на Кавказе».

### После Февральской революции
Воззрения Мутушева заставляют его предпринимать активные шаги по изменению существующего строя. Известие о Февральской революции было воспринято им с воодушевлением. Он активно включился в общественную жизнь региона. 14 марта 1917 года в Грозном состоялся съезд представителей чеченского населения Терской области. По некоторым данным, на съезде присутствовало более 10 тысяч человек. На съезде была признана власть Временного правительства и его комиссаров на местах:282.
Наиболее активно на съезде выступали шейхи. Писатель Халид Ошаев, присутствовавший на съезде, писал:
Много говорили шейхи. Много хорошего обещали, но мнения их сходились в одном — Чечне нужен шариат… Каждый из них со своими партиями мюридов ездил по Чечне и без конца агитировал за себя:282.
Против притязаний шейхов выступила чеченская интеллигенция, яркими представителями которой на съезде были Таштемир Эльдарханов, Данилбек Шерипов, Магомед Абдулкадыров и Ахмед Мутушев. Съезд выразил полное доверие Мутушеву, который был избран председателем Чеченского народного исполнительного комитета. Его заместителем стал Магомед Абдулкадыров, комиссаром был назначен Таштемир Эльдарханов. В состав комитета также вошли предприниматели, торговцы, религиозные деятели (Дени Арсанов, Ахмад Мустафинов и другие):283.
Поскольку старые структуры власти были разрушены, а новые ещё не были созданы, в регионе произошёл резкий рост преступности. Оказавшийся фактическим руководителем Чечни Мутушев вынужден был срочно решать эту проблему. 28 апреля была учреждена народная милиция численностью 500 человек. К руководству вновь организованными силовыми структурами были привлечены влиятельные шейхи, бывшие офицеры, авторитетные общественные деятели:283.
Активное участие в борьбе с преступностью принял Али Митаев. Он создал и возглавил отряд по борьбе с преступностью, который 29 мая окружил и разгромил крупную банду. В начале июня все крупные банды в регионе были ликвидированы силами ополчения:283.
С 1 (14) по 8 (21) мая 1917 года во Владикавказе проходил съезд Союза объединённых горцев Северного Кавказа и Дагестана. Мутушев, который, наряду с Тапой Чермоевым и Тонтой Укуровым, представлял на съезде интересы чеченцев и ингушей, был включён в состав президиума съезда. Съезд избрал Центральный комитет Союза, председателем которого стал Тапа Чермоев. Глава Чеченского комитета Мутушев стал руководителем отделения Союза горцев в Чечне:282.

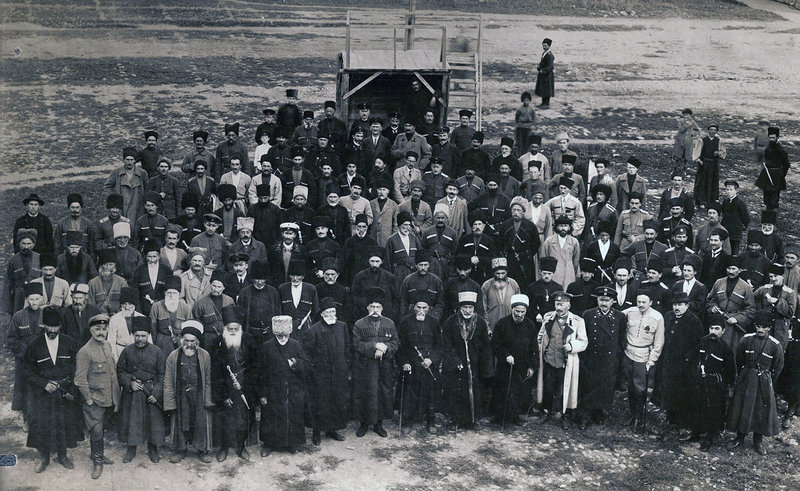
II съезд Союза горцев Северного Кавказа. Сентябрь 1917 года. Владикавказ. В первом ряду, третий справа, стоит Мутушев

В мае-июне 1917 года из-за солдат, дезертировавших с Кавказского фронта, резко обострилась обстановка на Северном Кавказе. В частности, они устроили погром в Грозном, убили 8 ингушей во Владикавказе. Чтобы остановить анархию Союз горцев пошёл на соглашение с терским казачеством. Чеченский комитет во главе с Мутушем избрал путь сотрудничества грозненскими социалистами, которые были единственной силой, способной влиять на не признающих начальства и дисциплины солдат. Таким образом, в Союзе горцев произошёл раскол:285.
Благодаря усилиям Мутушева 26 мая между чеченским комитетом, грозненским советом, солдатским комитетом, казачьим комитетом Кизлярского отдела, эсерами и меньшевиками было достигнуто соглашение о создании объединённого органа власти — Грозненского районного исполнительного комитета. Председателем комитета был избран Мутушев, его заместителями стали меньшевик Ермолай Богданов и эсер Александр Марченко:286.
В июле по Чечне прошли волнения безземельных крестьян, чьи ожидания новая власть не оправдала. На этом фоне произошёл рост преступности и обострение межнациональных отношений. Ситуацией воспользовались политические противники Мутушева, недовольные ростом его влияния. По инициативе Дени Арсанова, избранного в конце июня комиссаром Грозненского округа, в Чечне был введён шариатский суд:287.
Под давлением кризиса и интриг вокруг своей личности Мутушев вынужден был объявить перевыборы. В селе Новые Алды 12 июля прошёл всеобщий съезд чеченского народа, избравший Совет Чечни и новое руководство чеченского комитета. Несмотря на сопротивление противников, председателем комитета вновь был избран Мутушев. Его заместителями стали Таштемир Эльдарханов, Магомед Абдулкадыров и Муса Курумов:288.
Противниками Мутушева был распущен слух, что им были присвоены деньги, предназначенные для содержания милиции. В результате конфликта, разгоревшегося на этой почве, национальная милиция распалась. Авторитет Чеченского комитета стал падать. Мутушев пытался остановить надвигающуюся анархию. 10 октября был создан Чеченский комитет защиты завоеваний революции, получивший от Совета Чечни широкие полномочия по борьбе с преступностью. Однако против Мутушева была развёрнута новая клеветническая кампания. В результате 19 октября он сложил с себя обязанности председателя Чеченского комитета и уехал к родственникам в Шатой, где оставался до января 1918 года:291.

### После Октябрьской революции
Будучи сторонником эволюционного развития общества, Мутушев настороженно принял Октябрьскую революцию. Возглавившие Чеченский комитет Муса Курумов и Дени Арсанов не могли остановить надвигающуюся анархию. В ноябре 1918 года началось противостояние Грозного, в котором к власти пришли большевики, с остальной территорией Чечни. В декабре произошли столкновения между чеченскими и ингушскими ополченцами с одной стороны, и грозненскими и казачьими отрядами — с другой. В декабре 1917 года был убит Дени Арсанов. Примерно тогда же распался Чеченский комитет и Чечня осталась без политической власти:291.

### В периодГражданской войны

#### В Чечне
В начале 1918 года практически весь Северный Кавказ был охвачен межнациональной рознью и Гражданской войной. В этой ситуации Мутушев решил вернуться в политику. Для этого ему нужна была социальная база. К этому времени единственной организованной силой были религиозные общины, возглавляемые шейхами, за которыми стояли вооружённые последователи (мюриды). Однако шейхи сами претендовали на власть. Тогда Мутушев обратился к общине последователей Кунта-хаджи, имевшей в Чечне и Ингушетии до 40 тысяч последователей, но не имевшей влиятельных шейхов. Получив согласие поддержать усилия по стабилизации ситуации, Мутушев стал ревностным мюридом общины:292.
В январе 1918 года тысячная группировка мюридов направилась в крепость Ведено. В крепости располагался русский гарнизон, обстреливавший соседние чеченские сёла. В дороге к мюридам присоединился отряд Али Митаева. Мутушев убедил солдат сложить оружие и покинуть крепость под охраной мюридов. Солдаты были доставлены в Гудермес, откуда по железной дороге вернулись в Россию:292.
После проведения этой операции Мутушев стал одним из самых влиятельных политиков Чечни. Под его руководством был создан меджлис. Он обратился к наиболее авторитетным людям с предложением прекратить междоусобицу и принять участие в создании общенациональной власти. В конце января 1918 года в Старых Атагах состоялся съезд, избравший Чеченский национальный совет (меджлис) из 30 человек. В состав совета вошли практически все наиболее влиятельные чеченские лидеры того времени. Председателем совета стал Ахмед Мутушев:293.
Во время работы съезда Магомед Нажаев из Хадис-Юрта объявил себя имамом и, собрав большой отряд, напал на станицу Закан-Юртовскую. В результате боя он вынужден был уйти, потеряв более 100 человек. Эта авантюра привела к обострению и без того напряжённой обстановки. Усилиями представителей Мутушева удалось добиться перемирия с казаками. Кроме того, ситуация нагнеталась грозненскими большевиками, провоцировавших казаков на борьбу с «контрреволюционной» Чечнёй. В середине февраля Мутушев написал письмо грозненскому ревкому с требованием прекратить провокационные призывы. Однако в городских «Известиях» был опубликован искажённый текст призыва. Из текста следовало, что Мутушев объявил себя «диктатором Чечни Ахметханом I» и требует передачи власти под угрозой уничтожения города и его жителей:293.
В Моздоке с 25 по 31 января прошёл I съезд народов Терека, который отверг требования сторонников разжигания ненависти и принял резолюцию об установлении мира в регионе. 5 марта того же года в Пятигорске II съезд народов Терека признал Советскую власть и провозгласил Терскую народную республику:294.
В Чеченском национальном совете разгорелась дискуссия по вопросу признания Советской власти. Мутушев считал, что чеченцы не должны участвовать в гражданской войне и возражал против советизации Чечни. Его мнение было поддержано большинством членов совета. Однако Таштемир Эльдарханов придерживался противоположной точки зрения. Его поддерживала радикально настроенная молодёжь во главе с Асланбеком Шериповым и часть религиозных деятелей, недовольных ростом влияния Али Митаева и последователей Кунта-Хаджи. Это привело к разрыву отношений между Мутушевым и Эльдархановым. Эльдарханов, Гайсумов и Шерипов 11 апреля провели съезд в селении Гойты, на котором признали Советскую власть и избрали Чеченский (Гойтинский) народно-трудовой совет во главе с Эльдархановым. Национальный совет переехал из Старых Атагов в Алды. Его возглавил Ибрагим Чуликов, решительный противник большевиков. Мутушев, не желая участвовать в междоусобице, переехал в Дагестан:294.

#### В Дагестане
Он стал представителем военно-революционного комитета Дагестана в комиссариате Северного Кавказа. Как заместитель председателя Дагестанского военревкома возглавлял комиссию по обороне города Темир-Хан-Шуры. Был членом фракции Дагестанской социалистической группы военно-революционного комитета. Его соратниками стали Джелал-эд-Дин Коркмасов, Махач Дахадаев, Саид Габиев, Алибек Тахо-Годи и другие известные дагестанские революционеры:295.
30 мая Мутушев был избран председателем Военно-революционного трибунала Дагестана. Он решительно боролся с разгулом бандитизма и беззакония, руководил созданием народно-шариатских судов, тесно контактируя в этом вопросе с местным духовенством, в первую очередь с Али-Хаджи Акушинским:295.
В связи со сложной ситуацией в регионе, дагестанский ревком уделял большое внимание созданию национальных воинских частей. В июне 1918 года Мутушев приехал в Военный комиссариат Северного Кавказа в Царицын и добился выделения оружия и обмундирования для дагестанских формирований. Однако из-за наступления армии Краснова Мутушев не смог выехать в Дагестан. В августе того же года началась осада города войсками генерала Мамонтова. Мутушев принял деятельное участие в организации обороны города. В ходе этой работы он познакомился с наркомом по делам национальностей Иосифом Сталиным, прибывшим в город в качестве чрезвычайного уполномоченного ВЦИК. К концу октября белоказаки были отброшены за Дон:295.
В ноябре 1918 года Мутушев был отправлен Сталиным на Терек полномочным представителем ВЦИК для восстановления железной дороги на участке между реками Аргун-Аксай, которая была разобрана чеченцами в начале года, чтобы помешать движению бронепоездов, обстреливающих чеченские аулы. В конце ноября Мутушев прибыл во Владикавказ, где проходил V съезд народов Терека. На съезде обсуждалась оборона Терской республики от деникинской армии. К моменту его прибытия обстановка на съезде была крайне накалена. Большевики призывали к усилению классовой борьбы, поддерживали радикальные группировки и тем провоцировали раскол в национальных советах. Сдержанное выступление Мутушева, призывавшего делегатов к единству и конструктивному сотрудничеству вызвало озлобление большевиков. Яков Пиллер (организатор чеченских погромов в конце 1917 — начале 1918 годов) обвинил Мутушева в контрреволюционной деятельности и потребовал его ареста. В качество доказательства он предъявил «ультиматум диктатора Чечни Ахметхана I»:296.
С ответным словом выступил Асланбек Шерипов, заявивший, что не является единомышленником бывшего председателя Чеченского совета, но во имя справедливости должен выступить против этих нападок. Откликнулась даже газета бакинских революционеров «Коммунист»: «Те, кто хочет опорочить тебя и твои дела пусть знают, что у них ничего не получится. Всё, что о тебе говорят, ложь. Поэтому Бакинский комитет партии решил больше к этой сплетне не возвращаться»:296.
После свержения Советской власти в Дагестане деникинский полковник Попов написал руководству Дагестана: «Прибывшего в Темир-Хан-Шуру большевистского лидера Мутушева Ахметхана надлежит полковнику Михайлову арестовать и доставить в Порт-Петровск»:297.

#### ВАзербайджане
Однако Мутушев успел покинуть Дагестан. В марте 1919 года он был избран председателем Азербайджанского подпольного революционного комитета. После установления в Азербайджане советской власти он был назначен членом наркомюста Азербайджана:297.

### Советский период
В 1921 году переехал в Харьков, где находились его дети, и устроился на партийную работу. Но Ф. Дзержинский забрал его в Москву, где Мутушев начал работать в ВЧК следователем по особым делам в Высшем трибунале. Однако вскоре представители чеченского народа обратились в правительство РСФСР с просьбой вернуть Мутушева в Чечню:297.
В этот период в руководстве Горской АССР, куда входила и Чечня, шли острая дискуссия между «токаевцами» и «гикаловцами». «Токаевцами» называли сторонников председателя правительства Горской АССР Симона Токаева, считавшего необходимым сохранять самостоятельность национальных регионов и не разжигать классовую рознь. Сторонники Николая Гикало стремились ликвидировать национальную автономию и подчинить все органы управления партийным комитетам, а также требовали репрессий в отношении видных деятелей мусульманского духовенства. К осени 1921 года «гикаловцы» добились снятия со своих должностей Симона Токаева и Таштемира Эльдарханова. Советские органы власти в Чечне были ликвидированы, был создан Чрезвычайным ревком во главе с Халидом Ошаевым, но фактическими руководителями республики стали большевики и чекисты:298.
2 января 1922 года грозненский ревком созвал III съезд Советов Чечни для избрания нового исполкома и его председателя. Сторонники Гикало надеялись закрепить свою победу. Однако неожиданное появление на съезде Мутушева спутало им карты. Делегаты настояли на его включении в президиум съезда. Мутушев овладел вниманием собравшихся и фактически взял работу съезда в свои руки. Большевики и их сторонники в знак протеста покинули собрание. В результате Мутушев был единогласно избран председателем исполкома Чеченского национального округа:299.
Мутушев заявил о намерении выделить Чечню из состава Горской АССР и преобразовать её в автономную республику, отказался подчиниться диктату большевиков, привлёк к руководству видных религиозных лидеров и представителей интеллигенции. Большую помощь Мутушеву оказал его давний союзник Али Митаев. В январе 1922 года в Чечне были восстановлены упразднённые ревкомом шариатские суды:299. Он открыл ряд школ, перевёл на чеченский язык стихи классиков русской литературы и текст «Интернационала». Всемерно содействовал развитию культуры и нравственности, укреплению дружбы и братства между народами, пропагандировал идеи национального единства, гражданского согласия, разоблачал попытки отдельных политиков внести раскол в чеченское общество.
Сторонники Гикало сфальсифицировали дело об «антипартийной» деятельности «национал-уклониста» Мутушева. Вновь был извлечён «ультиматум диктатора Чечни». В марте 1922 года Мутушев был вызван во Владикавказ и исключён из рядов ВКП(б), что означало автоматическое отстранение от поста главы исполкома. Гикало собирался арестовать Мутушева по обвинению в «контрреволюционной националистической деятельности». Опасаясь этого Мутушев уехал в Москву:299.
После отъезда Мутушева гикаловцы разогнали избранные населением органы власти и назначили новый состав ревкома. По области прошли волнения, люди отказывались выполнять распоряжения марионеточного исполкома и требовали возвращения прежнего председателя. В сёлах Катыр-Юрт, Итум-Кале, Махкеты и ряде других произошли вооружённые выступления сторонников Мутушева. Под давлением народного возмущения власть пошла на уступки: было объявлено о выделении Чечни из состава Горской АССР, приостановлена ликвидация шариатских судов, в руководство Чечни были возвращены сторонники автономии во главе с Эльдархановым:300.
Мутушев надеялся найти в Москве поддержку в борьбе против Гикало. Однако его сторонники были либо уволены со своих постов, либо перемещены на второстепенные должности. Поэтому Мутушев отошёл от активной политической деятельности и с середины 1920-х годов работал юрисконсультом в Москве. В 1930 году по ложному обвинению в попытке перехода государственной границы был приговорён к пяти годам лишения свободы. Однако и в тюрьме он продолжал бороться за свою реабилитацию, добивался улучшения содержания заключённых, писал публицистические статьи, изучал китайский язык:300.
В 1932 году был освобождён по ходатайству С. М. Кирова и вернулся к работе юрисконсульта. Некоторое время жил с семьёй в Сталинграде, Астрахани и других городах. В 1936 году написал письмо Сталину о том, что его незаслуженно исключили из партии, а он мог бы приносить пользу будучи восстановлен в партийных рядах. В том же году был арестован. По свидетельствам очевидцев, скончался от болезни лёгких в октябре 1943 года в лагере под Ташкентом:301.
В 1975 году коллегией Верховного Совета Узбекской ССР приговор по делу Мутушева был отменён за отсутствием состава преступления:301.